# The Extra Girl
Pour plus de détails, voir Fiche technique et Distribution.
The Extra Girl est une comédie américaine réalisée par F. Richard Jones, sortie en 1923 et mettant en scène Mabel Normand.

## Synopsis
Sue Graham est une jeune femme originaire d'une petite ville, et qui rêve de devenir une star de cinéma.

## Fiche technique
- Titre : The Extra Girl
- Réalisation : F. Richard Jones
- Scénario : Bernard McConville, Mack Sennett
- Photographie : Eric Crockett, Homer Scott
- Producteur : Mack Sennett
- Société de production : Mack Sennett Comedies
- Société de distribution : Associated Exhibitors, Pathé Exchange
- Pays de production :  États-Unis
- Langue : film muet avec les intertitres en anglais
- Métrage : 150 m
- Format : Noir et blanc — 35 mm — 1,33:1 — Muet
- Durée : 68 minutes
- Date de sortie :
  - États-Unis : 28 octobre 1923

## Distribution
- Mabel Normand : Sue Graham

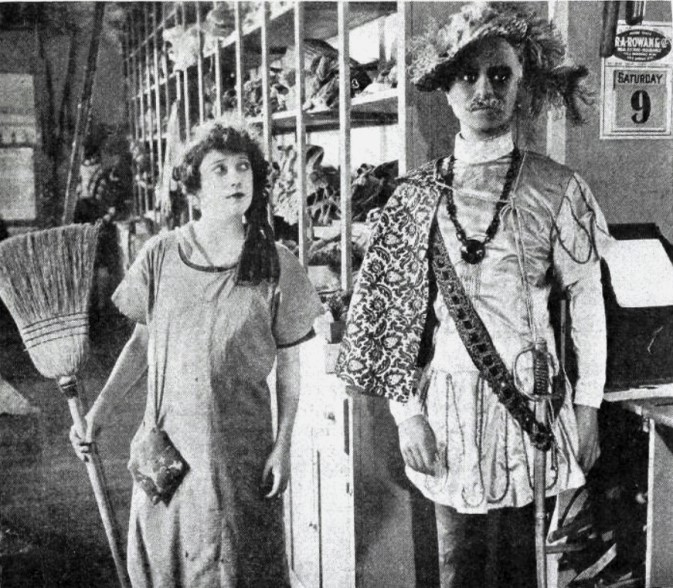
Mabel Normand dans une scène du film.

- George Nichols : Zachariah "Pa" Graham
- Anna Dodge : Mary "Ma" Graham
- Ralph Graves : Dave Giddings
- Vernon Dent : Aaron Applejohn
- Ramsey Wallace : T. Phillip Hackett
- Charlotte Mineau : Belle "Widow" Brown